# 2015년 LG 트윈스 시즌
2015년 LG 트윈스 시즌은 LG 트윈스가 KBO 리그에 참가한 26번째 시즌이며, MBC 청룡 시절까지 합하면 34번째 시즌이다. 양상문 감독이 팀을 이끈 2번째 시즌으로, 이진영이 주장을 맡았다. 팀은 한때 5위 경쟁을 했으나 결국 밀려나며 10팀 중 정규시즌 9위에 그쳐 포스트시즌 진출에 실패했다.

## 5위 쟁탈전
- 순위 : 팀 (승률, 게임차)
- 5위 : SK (0.486, 9.0)
- 6위 : 한화 (0.472, 11.0)
- 7위 : KIA (0.465, 12.0)
- 8위 : 롯데 (0.462, 12.5)
- 9위 : LG (0.451, 14.0)

## 타이틀
- 프리미어 12 금메달: 김동수(코치), 우규민
- 플레이어스 초이스 어워드 알리안츠 특별상: 모든 프로야구 선수들
- ADT캡스플레이어 대상: 오지환
- ADT캡스 수비상: 오지환 (유격수)
- 카스포인트 어워즈 구단 베스트 플레이어: 박용택
- 포브스 구단가치 평가 1위: LG 트윈스 (1539억)
- 7월 한국갤럽 선정 가장 좋아하는 국내 프로야구 선수: 박용택 (10위)
- 올스타전 추천선수: 소사, 박용택
- 올스타전 우수타자상: 박용택
- SPORTS KU 선정 고려대학교 올스타 라인업: 이상훈 (마무리투수), 박용택 (좌익수)
- 컴투스프로야구매니저 에이스 카드: 이상훈 (좌완 선발투수), 김태원 (우완 선발투수), 이동현 (중계투수), 김용수 (마무리투수), 김동수 (포수), 서용빈 (1루수), 이종열 (2루수), 오지환 (유격수), 송구홍 (3루수), 이병규(1974년) (외야수)
- 수비 WAR: 오지환 (0.88)
- 병살 유도: 루카스 (24)
- 어시스트: 오지환 (449)

### 퓨처스리그
- 아시아 윈터 베이스볼 리그 3위: 조윤준
- 플레이어스 초이스 어워드 퓨처스리그 우수선수상: 전인환
- 퓨처스 올스타: 이준형, 김재성, 장준원, 서상우
- 평균자책점: 장진용 (1.82)

## 선수단
- 선발투수: 우규민, 소사, 루카스, 류제국, 임지섭, 장진용, 김광삼, 이준형
- 구원투수: 윤지웅, 임정우, 이동현, 정찬헌, 김지용, 신승현, 김선규, 진해수, 신재웅, 이승현, 최동환, 유원상
- 마무리투수: 봉중근
- 포수: 최경철, 김재성, 조윤준, 유강남
- 1루수: 정성훈, 김재율, 최승준
- 2루수: 박성준, 강병의, 황목치승, 백진우, 양원혁, 손주인, 박지규
- 유격수: 오지환, 장준원, 김지성
- 3루수: 히메네스, 윤진호, 양석환
- 좌익수: 박용택, 이병규 (1983년), 문선재, 정의윤
- 중견수: 안익훈, 임훈, 이민재
- 우익수: 이진영, 채은성, 김용의
- 지명타자: 서상우, 한나한, 나성용, 이병규 (1974년)

## 특이 사항
- 박용택은 2015년 이후 처음으로 KBO 시범 경기에서 고의 4구로 출루한 선수가 되었다.
- 김지성은 KBO 시범 경기에서 선수 교체로 인한 포지션 이동 과정에서 잠시 투수 자리에 들어갔던 적이 있다. 물론 투수로 등판을 하지는 않았으나 이 경우 투수로서의 출전 기록은 인정되기 때문에 그는 2015년 이후 KBO 시범 경기 사상 단일 시즌 0구를 투구한 최초의 투수가 되었다.
- 김선규는 KBO 시범 경기에서 사구만 10개를 내줘 2015년 이후 KBO 시범 경기에서 단일 시즌 두 자릿 수 사구를 내준 첫 선수가 되었다.
- 임지섭은 2015년 이후 KBO 시범 경기에서 단일 시즌 100타자를 상대한 첫 선수가 되었다.
- 이 시즌에 입단한 내야수 히메네스는 KBO 리그 역대 1군 출전 경험이 있는 선수 중 가나다순으로 가장 뒤에 위치한다.
- 오지환은 WAA 2.606을 기록해 역대 내야수 단일 시즌 평균 대비 수비 승리 기여도 1위를 달성했으며, 단일 시즌 최다 어시스트를 기록했다.
- 우규민은 볼넷 허용 17회로 규정 이닝을 채운 투수들 중 KBO 리그 역대 단일 시즌 최소 볼넷 허용 기록을 세웠다.
- 루카스는 이닝 당 19구로 규정 이닝을 채운 투수 중 2013년 이후 KBO 리그 단일 시즌 최다 기록을 세웠다.
- 루카스는 이 시즌 자신이 강판되면서 루상에 남긴 주자들 중 후속 구원 투수들에 의해 득점한 주자가 총 17명으로, 2013년 이후 KBO 리그에서 단일 시즌 규정 이닝을 채운 투수 중 가장 많다.
- 루카스는 이 시즌 2013년 이후 KBO 리그에서 규정 이닝을 채운 투수 중 단일 시즌 스트라이크 비율이 가장 낮았다.
- 소사는 이 시즌 2013년 이후 KBO 리그에서 규정 이닝을 채운 투수 중 단일 시즌 스트라이크 존 내 투구 비율이 가장 높았다.
- 루카스는 이 시즌 2013년 이후 KBO 리그에서 규정 이닝을 채운 투수 중 단일 시즌 스트라이크 존 밖 투구 스윙 유도 비율이 가장 낮았다.
- 루카스는 이 시즌 2013년 이후 KBO 리그에서 규정 이닝을 채운 투수 중 단일 시즌 스트라이크 존 밖 투구 콘택트 허용 비율이 가장 낮았다.
- 안익훈은 이 시즌 좌익수로 1경기에 출전했으나 수비 이닝 0이닝에 그쳐 2013년 이후 KBO 리그에서 단일 시즌 특정 포지션 수비 이닝 0이닝을 기록한 첫 선수가 되었다.
- 박성준은 이 시즌까지 번트안타 성공률 100%로 KBO 리그 10대 타자 통산 최고 기록을 세웠다.
- 양원혁은 OPS 1.000을 기록했음에도 WAR -0.08에 그쳐 KBO 리그 역대 단일 시즌 OPS 1 이상을 기록한 선수 중 최저 WAR 기록을 세웠다.

## 같이 보기
- 2016년 LG 트윈스 시즌